# Brennberg
Brennberg là một đô thị ở huyện Regensburg bang Bayern thuộc nước Đức.